# Toma de Oporto
La Toma de Oporto (24 de octubre de 1580) fue una victoria de las tropas españolas al mando de Sancho Dávila sobre los partidarios del pretendiente Antonio de Crato, en el transcurso de la Guerra de Sucesión Portuguesa.
El desembarco y toma de la ciudad, ejecutados con rapidez y sin mayor contratiempo, puso fin a la lucha sucesoria en el continente, asegurando la integración de Portugal en la Monarquía Hispánica durante sesenta años.

## Trasfondo
Tras la victoria de las tropas del Gran Duque de Alba en la Batalla de Alcántara, junto a Lisboa (25 de agosto de 1580), Antonio de Crato huyó en dirección Coímbra y Oporto para reagrupar sus tropas y continuar la resistencia. Por tanto, el duque de Alba ordenó a Sancho Dávila marchar sobre Oporto, neutralizando así cualquier posible amenaza.

## Oporto

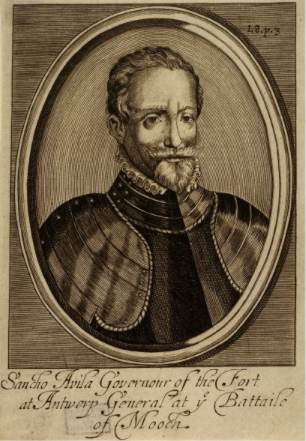
Sancho Dávila

Dávila partió desde Lisboa con 4.000 soldados de infantería y 400 caballos en el mes de septiembre, viéndose detenido por la
caudalosa corriente del Duero sin medios para atravesarla. Haciendo que un soldado se desnudase y pidiera socorro como despojado, al venir una de las barcas que los partidarios del de Crato tenían recogidas en la orilla opuesta, se apoderaron de ella, y con ésta de otras. Las tropas de Sancho Dávila desembarcaron sin contratiempo en Oporto el 24 de octubre y tomaron la ciudad con facilidad, acabando con el último foco de resistencia portuguesa en el continente.

## Consecuencias
La toma de Oporto sería la última de las victorias de Dávila, que volvió a Lisboa y murió en 1583 a consecuencia de las heridas resultantes de la caída de un caballo.
Sólo las Azores escapaban al domino español. Antonio de Crato, temiendo ser entregado por sus mismos secuaces, huyó a Francia con las joyas de la Corona portuguesa, siendo bien recibido por la reina Catalina de Médici, que también pretendía el trono portugués. A cambio de la cesión de Brasil y diversas joyas de gran valor, Antonio de Crato obtuvo una flota, que sería puesta al mando del exiliado florentino Filippo di Piero Strozzi. Sin embargo, tales esfuerzos se revelarían inútiles, pues la flota sería aplastada por Álvaro de Bazán en la Batalla de la Isla Terceira (1582).

### Notas

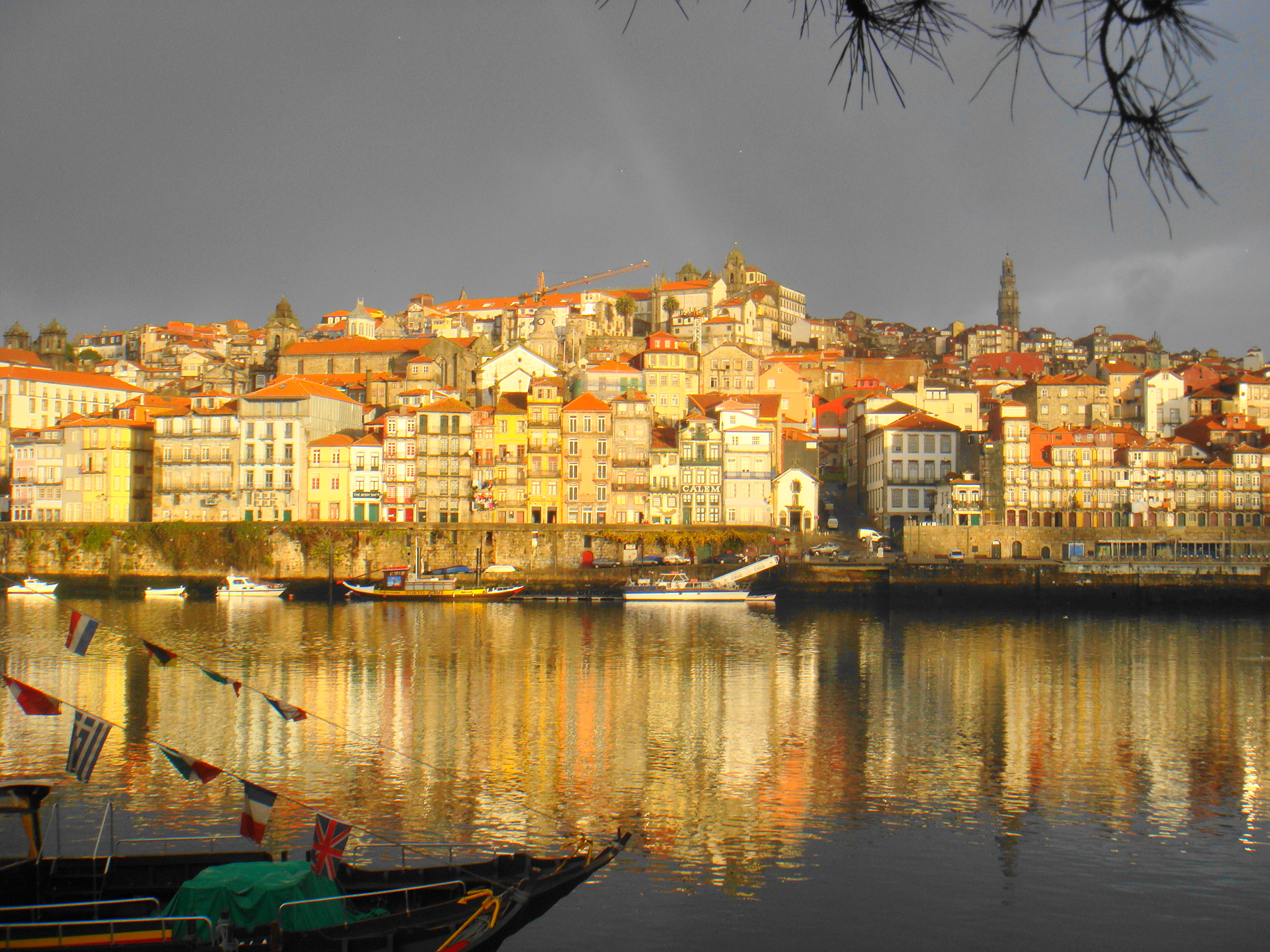
Ribeira de Oporto.